# Salsola canescens
Salsola canescens là loài thực vật có hoa thuộc họ Dền. Loài này được (Moq.) Boiss. miêu tả khoa học đầu tiên năm 1879.